# Arquivos Extraterrestres
Arquivos Extraterrestres (nome original: UFO Files) foi uma série estadunidense de televisão produzida de 2004 a 2007 pelo The History Channel, num total de 45 episódios. O programa investigava fenômenos aéreos e marinhos não identificados, supostos encontros com aliens e alegados acobertamentos militares.
Descoberto em abril dia 9 de 2019

## Entrevistas
Eis alguns dos cientistas e peritos entrevistados na série:
- William J. Birnes – autor, editor e ufólogo
- Paul Davids – escritor de ficção científica
- Frank Drake – astrofísico
- Stanton Terry Friedman – ufólogo e físico nuclear
- Steven M. Greer – físico e ufólogo
- Michio Kaku – físico teórico
- George Knapp – jornalista
- Lawrence M. Krauss – físico
- Geoffrey A. Landis – MIT professor, cientista e escritor de ficção científica
- Bruce Maccabee – físico óptico e ufólogo
- Seth Shostak – físico e astrônomo

## Lista de episódios

### Primeira temporada (2004)
| Título                                            | Exibido em             | Sinopse |
| ------------------------------------------------- | ---------------------- | --- |
| 01 - UFO Hot Spots                                | 5 de julho de 2004     | Uma investigação nas áreas do mundo onde a atividade UFO é predominante e as teorias acerca do que torna essas áreas atraentes para o fenômeno. |
| 02 - When UFOs Arrive                             | 19 de julho de 2004    | Uma análise das políticas secretas dos governos para lidar com possíveis casos de visitas extraterrestres. |
| 03 - UFOs in the Bible                            | 26 de julho de 2004    | Este episódio analisa possíveis registros de casos ufológicos em passagens da Bíblia Sagrada. |
| 04 - Roswell: Final Declassification              | 2 de agosto de 2004    | Um olhar sobre os documentos recentemente desclassificados pelo Arquivo Nacional dos Estados Unidos que poderiam lançar uma visão oficial sobre o que realmente aconteceu no Caso Roswell. |
| 05 - Crop Circle Controversy                      | 9 de agosto de 2004    | Um olhar sobre o fenômeno dos agroglifos, que vêm crescendo no mundo inteiro tanto em complexidade quanto em quantidade. |
| 06 - Area 51: Beyond Top Secret                   | 30 de agosto de 2004   | Uma investigação sobre as atividades da Área 51, a instalação militar ultrassecreta dos Estados Unidos, em que são testadas aeronaves avançadas e segundo rumores até engenharia reversa com tecnologia alienígena adquirida. |
| 07 - UFOs: Then and Now? The Innocent Years       | 17 de setembro de 2004 | Uma revisão do que alguns dizem que seria evidência de encontros com naves extraterrestres e seres alienígenas através da história da humanidade - a partir de pinturas rupestres pré-históricas, de afrescos medievais, à arte renascentista, que retratam objetos estranhos no céu. |
| 08 - Soviet UFO Secrets Revealed                  | 20 de setembro de 2004 | Este documentário investiga alguns dos relatos mais bizarros de casos ufológicos na história da Rússia soviética. |
| 09 - UFOs: Then and Now? Cause for Alarm          | 4 de outubro de 2004   | Uma revisão de casos ufológicos famosos, como o Caso Roswell, de 1947 e o Caso da Floresta Rendlesham, de 1980. |
| 10 - UFOs: Then and Now? Nightmare                | 11 de outubro de 2004  | Um estudo sobre o famoso Caso Hill, ocorrido em 1961. |
| 11 - UFOs: Then and Now? Aliens and Contact       | 18 de outubro de 2004  | Investigação sobre a visão em massa de óvnis ocorrida no México em 1991 durante um eclipse solar e outros avistamentos como possíveis exemplos de contato alienígena. |
| 12 - Secret UFO Files                             | 6 de novembro de 2004  | Um exame de documentos ufológicos recentemente desclassificados dos arquivos da CIA. |
| 13 - Cattle Mutilations                           | 9 de novembro de 2004  | Um mergulho nos casos de mutilação de gado por possíveis seres extraterrestres. |
| 14 - Alien Encounters                             | 4 de dezembro de 2004  | Uma análise do que a ufologia chama de "evidências físicas", onde o material físico de um encontro supostamente incomum é analisado para determinar se se trata de prova de um contato alienígena. |
| 15 - The Gray's Agenda / O Plano dos Seres Cinzas | 6 de dezembro de 2004  | O episódio fala do mais icônico dos aliens na cultura popular, os "cinzas", se de fato eles existem e qual poderia ser o seu plano para a espécie humana. Conforme incontáveis testemunhas, esses seres estariam em atividade clandestina no nosso planeta abduzindo as pessoas. Os entusiastas do assunto garantem que o mundo começou a tomar consciência dessa atividade a partir do Caso Hill, ocorrido em 19 de setembro de 1961, numa estrada de New Hampshire (EUA). No entanto, céticos garantem que se trata de um produto da imaginação de mentes superativas, que ficam extremamente sugestionáveis sob hipnose, que é a forma utilizada para resgatar a memória de supostos abduzidos. |
| 16 - China's Roswell / O Roswell da China         | 13 de dezembro de 2004 | Investigação sobre o mistério das Pedras Dropa, uma série de 716 de 1.200 anos de idade que conteria hieróglifos alienígenas, encontradas em uma caverna das montanhas Bayan Har, da China. |

### Segunda temporada (2005)
| Título                                                                     | Exibido em              | Sinopse |
| -------------------------------------------------------------------------- | ----------------------- | --- |
| 17 - Ancient Aliens                                                        | 14 de fevereiro de 2005 | Uma investigação das antigas ruínas, artefatos e textos que podem ter evidências de que civilizações humanas do passado tiveram encontros imediatos com seres extraterrestres. |
| 18 - Area 51                                                               | 26 de fevereiro de 2005 | Um olhar para os vários tipos de alienígenas supostamente encontrados por abduzidos e contatados - como os cinzentos, os reptilianos, o insectóides, e os alienígenas que lembram seres humanos nórdicos. |
| 19 - Britain's X-Files                                                     | 25 de abril de 2005     | Um mergulho nos arquivos secretos do primeiro-ministro da Grã-Bretanha, ex-oficiais da RAF, e até mesmo da família real, em busca do que sabem sobre a história bizarra e intrigante do fenômeno OVNI da Grã-Bretanha. |
| 20 - Kecksburg UFO                                                         | 6 de junho de 2005      | Um documentário sobre a suposta queda em 1965 de um disco voador na Pensilvânia, que teria sido recuperado por militares e o acobertamento que se seguiu. |
| 21 - Majestic 12: UFO Cover Up / Conspiração Majestic 12: Escondendo Óvnis | 20 de junho de 2005     | Em 1947, um objeto voador caiu em Roswell, no Novo México. O incidente ficou conhecido como Caso Roswell. Os jornais da época noticiaram que o objeto não passava de um balão meteorológico. Em 1984, porém, são descobertos documentos que colocam os presidentes Harry Truman e Dwight Eisenhower como acobertadores. Esses papéis sugerem que a operação Roswell foi delineada pelos militares e realizada pelo comitê de elite do governo. Esse grupo, batizado de Majestic 12, ou MJ-12, responderia apenas e tão somente ao presidente dos EUA. Durante quase 20 anos, pesquisadores de OVNIs e o governo debateram sobre a autenticidade destes documentos. O governo afirma que os documentos são falsos e que o MJ-12 nunca existiu. O físico nuclear Stanton Friedman defende a validade desses documentos, apesar de não ter obtido resultados positivos incontestáveis sobre eles nas suas investigações. "Se a imprensa fosse atrás desta história, teríamos um Watergate cósmico"- afirma ele. Será esta a prova de que uma aeronave alienígena caiu em Roswell - Nova México, em 1947, e de que o governo americano encobriu o fato? |
| 22 - The Day After Roswell / O Dia Seguinte a Roswell                      | 27 de junho de 2005     | Este espisódio investiga a história do tenente-coronel do Exército dos Estados Unidos Philip J. Corso, já falecido, que afirmou num livro que diversas tecnologias atuais como lasers, fibras ópticas, visão noturna e o circuito integrado são derivadas de tecnologia alienígena adquirida no Caso Roswell. |
| 23 - UFO Hunters / Caçadores de Óvnis                                      | 18 de julho de 2005     | Uma retrospectiva da história, dos métodos, da tecnologia, e dos pioneiros científicos na busca por vida extraterrestre. |
| 24 - UFOs and the White House / Óvnis e a Casa Branca                      | 25 de julho de 2005     | Este programa investiga as bibliotecas presidenciais na tentativa de descobrir evidências de 50 anos de alegada participação do Salão Oval na existência de óvnis. |
| 25 - Russian Roswell / O Roswell Russo                                     | 31 de outubro de 2005   | Um olhar nas atividades da instalação russa ultrassecreta de Kapustin Yar, que seria semelhante à Área 51 dos Estados Unidos. |
| 26 - Real UFOs / Os Verdadeiros Óvnis                                      | 14 de novembro de 2005  | Um estudo de estranhas aeronaves experimentais feitas pelos nazistas, pelos russos, e pelos Estados Unidos, que segundo alguns teriam sido projetadas a partir de engenharia reversa de tecnologia alienígena. |
| 27 - Beyond the War of the Worlds / Além da Guerra dos Mundos              | 21 de novembro de 2005  | Um olhar sobre o fascínio da humanidade acerca da possibilidade de vida em Marte e do medo de uma invasão alienígena. |
| 28 - Texas' Roswell / Acidente no Texas                                    | 12 de dezembro de 2005  | Uma investigação do caso de 1897 no qual um disco voador teria caído em Aurora, no Texas (Estados Unidos), e o subsequente funeral e enterro do suposto piloto alienígena no cemitério da cidade. |
| 29 - Mexico's Roswell / O Caso Roswell Mexicano                            | 12 de dezembro de 2005  | Uma investigação sobre uma suposta queda de um óvni em 1974 em Coyame, Chihuahua, México. |
| 30 - Brazil's Roswell / O Caso Roswell Brasileiro                          | 17 de dezembro de 2005  | Uma investigação acerca de fenômeno chupa-chupa ocorrido de 1976 a 1978 na região amazônica brasileira, quando populares teriam sido atingidos por feixes luminosos disparados por discos voadores, sendo que a Força Aérea Brasileira montou uma operação, a Operação Prato, para averiguar as ocorrências, produzindo uma série de registros fotográficos e filmográficos. |
| 31 - Britain's Roswell / O Roswell da Inglaterra                           | 17 de dezembro de 2005  | Uma investigação sobre o Caso da Floresta Rendlesham. |

### Terceira temporada (2006)
| Título                                                                   | Exibido em              | Sinopse |
| ------------------------------------------------------------------------ | ----------------------- | --- |
| 32 - Out of This World                                                   | 9 de janeiro de 2006    | Uma tentativa de responder às perguntas: "Será que estamos sozinhos no universo?"; "Está a terra condenada por uma catástrofe estelar?"; "Será que os extraterrestres ajudaram a evolução humana?" e "O que os governos dos mundo sabem sobre a vida fora deste planeta?" |
| 33 - Deep Sea UFOs / Óvnis das Profundezas                               | 23 de janeiro de 2006   | Uma retrospectiva de casos de ósnis (objetos submarinos não identificados) ao longo da História – das antigas lendas da Atlântida, passando pelos diários de Cristóvão Colombo, até avistamentos modernos.                                                                |
| 34 - Alien Engineering, Part 1 / Engenharia Alienígena, Parte 1          | 6 de fevereiro de 2006  | Valendo-se de ciência real, o episódio apresenta teorias possíveis de como espaçonaves alienígenas poderiam operar – dos sistemas de propulsão, a levitação, a teletransporte, e viagens mais rápidas que a luz.                                                          |
| 35 - Alien Engineering, Part 2 / Engenharia Alienígena, Parte 2          | 13 de fevereiro de 2006 | Uma continuação do episódio anterior, no qual são mostrados os princípios em que tecnologias alienígenas poderiam estar baseadas. |
| 36 - Canada's Roswell / O Caso Roswell do Canadá                         | 10 de março de 2006     | Uma investigação sobre o incidente de 1967 em Nova Escócia, onde um OVNI teria sido visto entrando e viajando sob o mar, o que teria alertado uma base submarina canadense próxima.                                                                                       |
| 37 - UFO Cults                                                           | 10 de abril de 2006     | Um olhar sobre cultos religiosos de adoradores de aliens, como Heaven's Gate e outros, cujos membros acreditam que os extraterrestres têm um plano para a humanidade. |
| 38 - UFOs vs. The Government                                             | 24 de maio de 2006      | Um olhar sobre o que os governos dos Estados Unidos, Inglaterra e Bélgica poderiam saber sobre a existência de óvnis. |
| 39 - Deep Sea UFOs: Red Alert / Alerta Vermelho: Óvnis no Fundo do Mar   | 10 de julho de 2006     | Mais uma investigação sobre os objetos submarinos não identificados (ósnis), na qual são relatados diversos casos de ósnis que cercaram o navio porta-aviões da Marinha dos Estados Unidos USS Roosevelt durante os seus 20 anos de serviço.                              |
| 40 - An Alien History of Planet Earth                                    | 26 de junho de 2006     | Um estudo de vários casos ufológicos notáveis, da Segunda Guerra Mundial até a década de 1990, e um olhar acerca dos rumores de aviões militares projetados e fabricados a partir de tecnologia alienígena.                                                               |
| 41 - Black Box UFO Secrets / Segredos de Óvnis das Caixas Pretas         | 7 de agosto de 2006     | O documentário apresenta gravações de torres de controles a caixas-pretas de aviões comerciais nunca antes divulgadas. |
| 42 - The Pacific Bermuda Triangle / O Triângulo das Bermudas do Pacífico | 4 de setembro de 2006   | Este documentário fala sobre o Triângulo do Dragão, também conhecido como Mar do Diabo, uma região ao sul do Japão onde, como o infame Triângulo das Bermudas, navios e aviões costumam desaparecer.                                                                      |
| 43 - Hangar 18: The UFO Warehouse / Hangar 18: O Depósito de Óvnis       | 6 de novembro de 2006   | Uma investigação do misterioso Hangar 18, instalação localizada na base aérea Wright-Patterson em Dayton, Ohio, nos Estados Unidos, onde alguns acreditam que os militares guardam destroços de óvnis e corpos de aliens.                                                 |

### Quarta temporada (2007)
| Título                                    | Exibido em             | Sinopse |
| ----------------------------------------- | ---------------------- | --- |
| 44 - UFOs of the 70's / Óvnis dos Anos 70 | 29 de maio de 2007     | Este episódio explora os maiores casos de óvnis da década de 1970.                                                                                                 |
| 45 - Alien Hunters / Caçadores de Aliens  | 5 de outubro de 2007   | Este episódio cobre a história da pesquisa por vida extraterrestre, explica as tecnologias usadas, introduz os pioneiros e revela as descobertas mais promissoras. |
| 46 - Roswell: Secret’s Unveiled           | 10 de novembro de 2007 | Mistérios da história olha para o acidente de UFO de Roswell e apresenta a explicação definitiva do governo para o incidente.                                      |

## Lançamento em DVD
UFO Files está disponível numa coletânea em DVD com oito episódios selecionados. Episódios específicos podem ser obtidos na A&E Online Store.

### Informações ausentes no seriado
No Brasil em 1986,na época,com direito a pronunciamento oficial da aeronáutica,o fato conhecido como A noite oficial dos Ovnis foi destaque em toda imprensa brasileira e até hoje segue um mistério.Objetos voadores não identificados aparecem nas proximidades do aeroporto de São José dos Campos,após confirmação no radar em São Paulo e Brasília,um F-5E sai da base aérea de Santa Cruz,Rio de Janeiro,rumo a São José dos Campos.